# Острув-Сьвецький
Острув-Сьвецький (пол. Ostrów Świecki, нім. Ehrental; before 1873: Ostrower Kämpe) — село в Польщі, у гміні Хелмно Хелмінського повіту Куявсько-Поморського воєводства.
Населення — 228 осіб (2011).
У 1975-1998 роках село належало до Торунського воєводства.

## Демографія
Демографічна структура станом на 31 березня 2011 року:
|          | Загалом | Допрацездатний вік | Працездатний вік | Постпрацездатний вік |
| -------- | ------- | ------------------ | ---------------- | -------------------- |
| Чоловіки | 119     | 32                 | 80               | 7                    |
| Жінки    | 109     | 33                 | 60               | 16                   |
| Разом    | 228     | 65                 | 140              | 23                   |